# مسييه 84
مسييه 84 أو م84 (بالإنجليزية: Messier 84 أو M84 أو NGC 4374 ) هي مجرة توجد في كوكبة العذراء Virgo. وهي من ضمن مجموعة مجرات كثيفة تشكل مزكز تجمع مجرات العذراء Virgo Cluster of Galaxies.

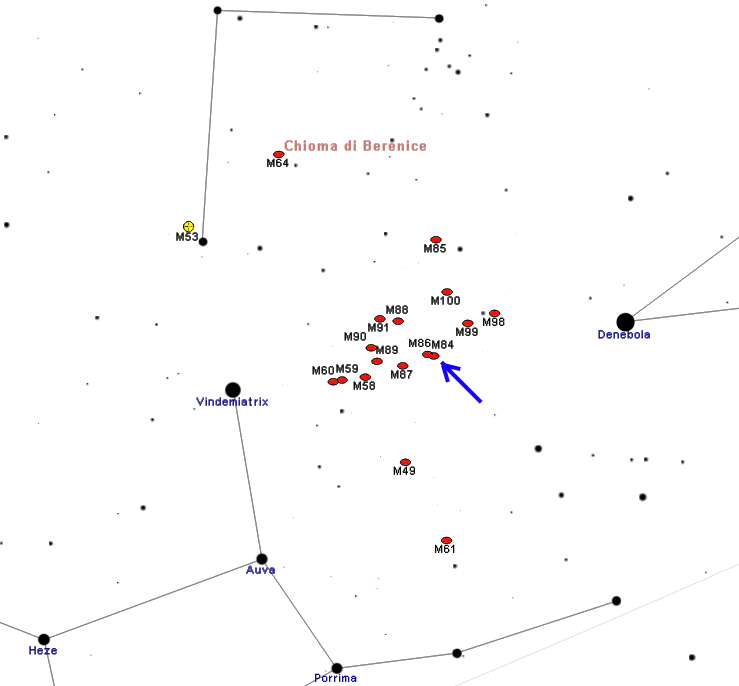
84- مسعود

وتبين القياسات التي أخذت للمجرة مسييه 84 بواسطة تلسكوب هابل الفضائي الذي يصور الضوء المرئي وبواسطة قياس الموجات الراديوية التي تشعها تلك المجرة وجود نافورتين كونيتين تنفث بالمادة من مركز المجرة كما تبين التسجيلات وجود حلقة من الغاز والغبار في شكل القرص تدور حول المركز تحتوي أيضا على نجوم تدور بسرعات فائقة حوله تدل على وجود ثقب أسود في مركز المجرة مسييه 84 تبلغ كتلته نحو 18 كتلة شمسية.

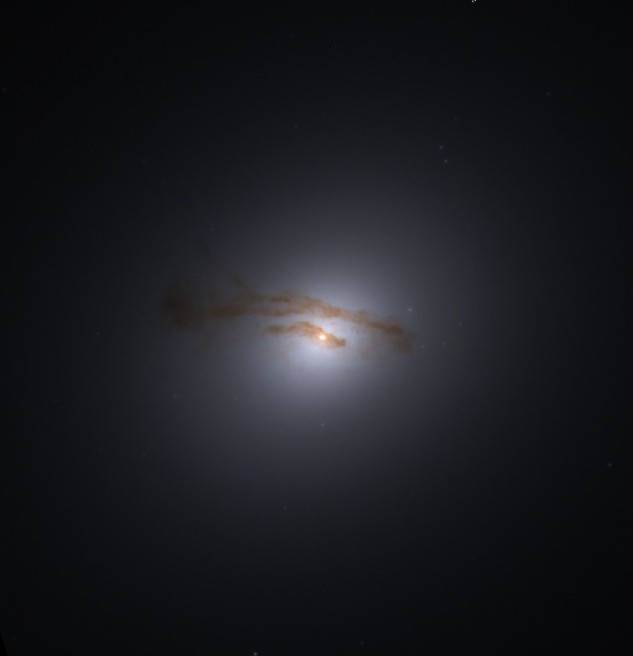
صورة نواة المجرة مسييه 84 التقطها تلسكوب هابل الفضائي.

## اقرأ أيضا
- قزم أبيض
- عملاق أحمر
- نجم
- نجم نيوتروني
- مجرة
- الانفجار العظيم
- خط زمني للانفجار العظيم
- ثقب أسود
- نابض
- نجم متغير

متغير سيفيدي

## وصلات خارجية
- موقع الكون

1. ↑  VizieR (بالإنجليزية), QID:Q1662358
2. ↑   http://haroldcorwin.net/rc3/rc39b.csv.gz. اطلع عليه بتاريخ 2018-12-28. {{استشهاد ويب}}: |url= بحاجة لعنوان (مساعدة) والوسيط |title= غير موجود أو فارغ (من ويكي بيانات) (مساعدة)
3. 1 2  "Messier 84" (بالإنجليزية). Retrieved 2018-04-17.
4. 1 2  ADELMAN-McCARTHY J. K. (2009). "The SDSS Photometric Catalog, Release 7". Q134234449 (بالإنجليزية). 2294: 0. Bibcode:2009yCat.2294....0A. QID:Q66371791.
5. ↑  Ly, C.; Walker, R. C.; Wrobel, J. M. (2004). "An Attempt to Probe the Radio Jet Collimation Regions in NGC 4278, NGC 4374 (M84), and NGC 6166". The Astronomical Journal. ج. 127 ع. 1: 119–124. DOI:10.1086/379855. مؤرشف من الأصل في 2019-12-13.{{استشهاد بدورية محكمة}}:  صيانة الاستشهاد: أسماء متعددة: قائمة المؤلفين (link)